# Mr. Pickles
Mr. Pickles is een Amerikaanse zwarte humor animatieserie voor volwassenen, gecreëerd door Will Carsola en Dave Stewart. De serie werd geproduceerd door Cartoon Network studios voor Adult Swim. De serie draait om de familie Goodman en hun familiehond, de satanistische border collie, Mr. Pickles. De serie werd uitgezonden van 21 september 2014 tot 18 november 2019.  
De serie bestaat uit drie volledige seizoenen met ieder tien afleveringen Elke aflevering duurt zo'n ongeveer elf minuten. Seizoen twee en drie hebben daarnaast ieder een special die niet om de hoofdpersonages draait. Het derde seizoen eindigde in een cliffhanger. In 2018 werd een vierde seizoen aangekondigd dat in 2019 zou worden uitgezonden. Echter de eerste aflevering van dit vierde seizoen bleek tegelijk zowel de enige en finale aflevering voor de gehele serie te zijn. Na deze finale werd de show vervangen door een spin-off-serie; Momma Named Me Sheriff.

## Verhaallijn
In een klein gehucht genaamd Old Town woont de familie Goodman (vader Stanley en moeder Beverly) met hun onschuldige en naïeve 6-jarige zoon Tommy, Beverly's vader Henry (Die door iedereen 'Grandpa' genoemd wordt) en hun twaalfjarige border collie- hond genaamd Mr. Pickles. Tommy en Mr. Pickles brengen veel tijd met elkaar door en ravotten veelal in de stad, kijken samen tv of spelen buiten. Tommy en zijn ouders weten niet dat Mr. Pickles een zeer duistere kant heeft. De hond is buiten het zicht van de drie om een sadistische moordenaar, oversekst en satanist. Wanneer de familie, of andere omstanders, niet kijken slipt hij weg om zijn slachtoffers gruwelijk om het leven te brengen. Onder zijn hondenhok in de achtertuin heeft hij een enorme ondergrondse schuilplaats met talloze gangen en kamers waar hij zijn talloze slachtoffers (die hij ook weer tot leven kan wekken na ze te hebben gedood) laat lijden of als slaaf gevangen houd. Daarnaast verblijven daar ook talloze mysterieuze wezens die de bevelen van Mr. Pickles ten aller tijde uitvoeren. Ook kan hij dieren onder zijn invloed brengen en hen alles laten uitvoeren wat hij wil. Hij hypnotiseert ze hiervoor terwijl hij een zware stem opzet en een dreigend klinkend bevel geeft (als men de teksten achterstevoren afspeelt zijn deze woorden te beluisteren. Voorbeelden: ''Goeiemorgen, wat een prachtig weer vandaag. Oh trouwens, nu luister je naar mijn bevelen.'' of ''Hallo, leuk jullie te ontmoeten. Bevrijd die man of sterf!''). Ondanks dit alles gedraagt hij zich echter de meeste tijd als een normale hond en vindt ook dingen leuk als normale honden; zo speelt hij graag met een bal, rent achter zijn eigen staart, doet kunstjes en is hij bang voor het geluid van stofzuigers. Elke keer als hij iets goeds doet of Tommy helpt krijgt hij als beloning van Tommy, of iemand anders, een augurk om op te eten. Kwispelend en blij rent hij dan ermee naar zijn hok om het daar op te eten. Augurken zijn, zijn favoriete snack, en zijn naam is daarvan ook afgeleid.
De enige van de familie, en in de hele stad, die wel ziet wat Mr. Pickles doet en dus weet hoe slecht hij is, is Beverly's vader; Henry Gobbleblobber. Echter elke keer als hij probeert te bewijzen dat Mr. Pickles slecht is zorgen Mr. Pickles, of een van zijn handlangers ervoor, dat het bewijs vernietigd wordt. Henry wordt door zijn constante bewering dat de hond slecht is uitgelachen en door de hele stad aangezien als dorpsgek, hij wordt ervoor zelfs opgesloten in het gekkenhuis. Henry is hierdoor ook het meest favoriete slachtoffer van Mr. Pickles die ervoor zorgt dat hij constant gekleineerd wordt.
Mr. Pickles koestert ondanks zijn kwaadaardigheid wel een oprechte liefde en vriendschap voor Tommy, zijn ouders en enkele bewoners van de stad. Hij gaat graag met ze om en verdedigt ze elke keer. Iedereen die de familie aanvalt, kwaad doet of maar zelfs beledigd wordt door de hond op een later moment aangevallen en in sommige gevallen gedood. Hij vermoord daarnaast alleen mensen, en dieren, die hem bij zijn plannen in de weg lopen, hem irriteren, of daadwerkelijk slecht, corrupt of gevaarlijk zijn voor de samenleving. Ironisch creëert Mr. Pickles hierdoor orde en veiligheid in de stad, die anders vol misdaad zou zitten doordat de domme, naïeve en kinderachtige sheriff totaal niet de orde kan handhaven.

## Personages en stemartiesten
- Dave Stewart als Mr. Pickles, Floyd, Linda en Jager #2
- Kaitlyn Robrock als Tommy Goodman en Candy
- Brooke Shields als Beverly Goodman
- Jay Johnston als Stanley Goodman
- Frank Collison als Henry Gobbleblobber, Mr. Bojenkins (seizoen 1-2)
- Will Carsola als de sheriff, Stanley's baas en ager # 1
- Alex Désert als Mr. Bojenkins (Seizoen 3, finale)

## Productie
De serie wordt volledig geanimeerd met behulp van Adobe Flash,. De serie is bedacht en geschreven door Will Carsola en Dave Stewart – bekend van Funny or Die Presents – en geproduceerd door Will Carsola, Dave Stewart en Michael J. Rizzo.  Carsola en Stewart vertelden op de San Diego Comic-Con International in 2014 uit dat het idee gebaseerd was op Lassie, maar sindsdien "meer een eigen ding is geworden".
Stewarts eigen familiehond, een vrouwelijke Australian Cattle Dog  diende als inspiratie voor de animators van het personage Mr. Pickles. Stewart wees zelfs op overeenkomsten tussen haar en Mr. Pickles, en noemde haar gekscherend "Ms. Pickles". Animatieregisseur Mike L. Mayfield nam de spelende hond van Stewart op video op, waarbij animators de beelden gebruikten als basis en referentie voor de bewegingen van Mr. Pickles om het zo echt mogelijk te laten lijken.
Het fictieve gehucht, Old Town, waar de serie zich afspeelt is grofweg gebaseerd op Richmond, Virginia, waar beide makers hun entertainment carrière begonnen voordat ze naar Los Angeles verhuisden. De makers kregen van Adult Swim veel creatieve vrijheid tot verbazing van Stewart. De door hen ontvangen notities met verzoek tot wijzigingen waren "minimaal".
Voortbouwend op de zendtijd van 11 minuten voor elke aflevering, legde Carsola uit dat het een show van 22 minuten is die in een kwartier werd "samengeperst". 
In juli 2013 werd de pilot-aflevering online uitgebracht als onderdeel van een presentatie van mogelijke nieuwe shows voor Adult Swim, in samenwerking met KFC. Kijkers konden stemmen op hun favoriete pilot, waarbij de winnaar op 26 augustus 2013  zou worden uitgezonden  De serie verloor van Übermansion, een productie van Stoopid Buddy Stoodios. Mr. Pickles won wel een Internet Advertising Campaign Award voor "Best TV Integrated Ad Campaign".  De pilot werd later gepubliceerd op de website van het netwerk op 23 januari 2014  en op YouTube op 10 maart van hetzelfde jaar, en werd na ongeveer een maand later viraal met meer dan 700.000 views.
Dit zorgde er toch voor dat Adult Swim een eerste seizoen met tien afleveringen bestelde . De serie ging in première op het netwerk op 21 september 2014.   Een tweede seizoen werd aangekondigd op de Comic-Con in San Diego van 2014.